# 川口真央
川口 真央（かわぐち まお、1988年12月4日 - ）は、宮崎県出身のファッションモデル、タレントである。クリエートジャパンエージェンシー所属。趣味は、スポーツ観戦。

## 来歴・人物
- 2007年度宮崎サンシャインレディ。
- 「芸能活動するなら東京で勝負したかったから」という理由で上京し本格的に活動を開始[1]。
- スキな男性のタイプは｢黙って俺についてこい｣タイプ、スポーツ観戦に一緒に行ってくれる人、いっぱい笑わせてくれる人[2]。

## 出演

### テレビ番組
- 方言彼女。（2010年10月、テレ玉、チバテレ、テレビ神奈川、三重テレビ、KBS京都、サンテレビ）
- 方言彼女。2（2011年4月、テレ玉、チバテレ、テレビ神奈川、三重テレビ、KBS京都、サンテレビ）
- レコ☆Hits!（2012年1月17日、lecca再現ビデオ、日本テレビ）
- 値段当てバトルBUKKA（2012年2月12日、テレビ朝日）